# Anastasi el Bibliotecari
Anastasi el Bibliotecari, religiós de l'Església Catòlica Romana, identificat també com a antipapa Anastasi III.

## Família i educació
Nebot del bisbe Arseni d'Orta, legat papal, va aprendre grec gràcies a monjos de l'Imperi Romà d'Orient, gràcies als quals obtingué una educació poc comú per l'època que el portà a ser considerat el membre més instruït de l'església del segle ix. El papa Adrià II (867-872) el nomenà bibliotecari de l'Església Romana, i fou el primer que portà aquest títol. El Papa Joan VIII (872-82) el confirmà en el càrrec, que comportava que s'encarregués d'assumptes d'Estat.

## Abat de Santa Maria
Durant el papat de Nicolau I (855-867), Anastasi fou abat de Santa Maria in Trastevere a Roma, ajudant al papa en diverses ocasions. També fou un autor actiu, i traduí obres escrites en grec al llatí, entre les quals cal destacar la biografia de Sant Joan l'Almoiner, dedicada a Nicolau I.

## Enviat a Constantinoble
L'any 869 fou enviat per Lluís II d'Alemanya, emperador del Sacre Imperi, com a enviat a Constantinoble juntament amb dos alts càrrecs francs, per negociar el casament entre Lleó VI el Filòsof, fill gran de l'emperador romà d'Orient, Basili el Macedoni, i la filla de Lluís II.
Una vegada a Constantinoble, Anastasi a poder assistir a la darrera sessió del Quart Concili de Constantinoble, on va defendre gelosament la causa papal i fou de gran ajuda als legats del Papa allí presents.
De tornada a Roma, els legats del Papa foren víctimes de robatori i les actes del concili varen desaparèixer. Tot i així, Anastasi conservava la majoria de les declaracions d'obediència dels bisbes grecs, així com una còpia de les actes del concili, i va poder entregar-les al papa. Finalment, s'encarregà de traduir del grec al llatí les actes del concili.

## Autor i traductor
Anastasi fou el traductor al llatí de les actes del Segon Concili de Nicea i del Quart Concili de Constantinoble, així com diverses llegendes de sants i altres escrits.
També compilà textos grecs en una obra històrica, Chronographia tripartita, i reuní una col·lecció de documents relatius als afers del papa Honori I. Se l'ha considerat l'autor del Liber Pontificalis, tot i que en realitat només va participar en la revisió de la vida de Nicolau I.